# الکساندر هولوکولوسوف (مدیر فوتبال)
الکساندر هولوکولوسوف (انگلیسی: Oleksandr Holokolosov؛ زادهٔ ۱ اوت ۱۹۵۵) بازیکن فوتبال اهل اتحاد جماهیر شوروی سوسیالیستی است.
از باشگاه‌هایی که در آن بازی کرده‌است می‌توان به باشگاه فوتبال نفتچی فرغانه، باشگاه فوتبال زیمبرو کیشیناو، باشگاه فوتبال ولگا اولیانوفسک، باشگاه فوتبال اوورلا اوژهورود، و باشگاه فوتبال کارپاتی لویو اشاره کرد.